# Ricardo Jiménez Mejía
Ricardo Jiménez Mejía (Manizales, Caldas, Colombia, 1963) es un oficial general del arma de Infantería del Ejército Nacional de Colombia. En diciembre de 2018 fue designado por el presidente Iván Duque Márquez como Jefe de Estado Mayor Conjunto de las Fuerzas Militares de Colombia.
Nació en Manizales, Caldas, el 31 de enero de 1963, está casado con la señora Sandra Victoria Rivera Carvajal, de cuya unión nació su hija Catalina Jiménez Rivera.
En 1980 ingresó a la Escuela Militar de Cadetes General José María Córdova, ascendiendo al grado de subteniente el 1 de junio de 1983 en el Arma de Infantería.

## Estudios
Es profesional en Ciencias Militares con maestría en Finanzas y Administración Pública, Magíster en Defensa y Seguridad Nacional, Programa de Alta Dirección Empresarial, PADE, en la Universidad de la Sabana. Cuenta con los Diplomados en Prospectiva Estratégica, en Docencia Educación Superior y Curso en Gerencia del Talento Humano.
Durante su carrera ha adelantado cursos militares de Lancero y Paracaidismo y los cursos de Ley: Curso Avanzado, Escuela Militar de Armas y Servicios, Estado Mayor, Escuela Superior de Guerra. Altos Estudios Militares, Escuela Superior de Guerra.

## Mandos
Se ha desempeñado en varios cargos entre los que se destacan el de Jefe de Estado Mayor de Operaciones del Ejército, Jefe de Operaciones del Ejército, coordinador del Grupo Asesor del Comandante en el Ministerio de Defensa Nacional, comandante de la Tercera Brigada, jefe de Estado Mayor de la Séptima División, agregado militar naval de Colombia en el Estado de Israel, Comandante de la Brigada Móvil No. 6, Director de Incorporaciones de la Escuela Militar de Cadetes ‘General José María Córdova’, Comandante del Batallón de Infantería Aerotransportada No. 31 ‘Rifles’.

## Condecoraciones
Entre sus condecoraciones de carrera militar ha obtenido importantes distintivos como son:
- Orden de los Libertadores Cruz de Boyacá.
- Medalla Servicios Distinguidos Orden Público por segunda vez.
- Mérito Militar ‘José María Córdova’.
- Orden del Mérito Militar ‘Antonio Nariño’.
- Medalla por Tiempo de Servicio 15, 20, 25, 30 y 35 años.
- Medalla Servicios Distinguidos a las Fuerzas Militares.
- Medalla de Servicios Distinguidos en Orden Público.
- Medalla Fe en la Causa, Medalla Ayacucho.
- Medalla de las Fuerzas de Defensa del Estado de Israel.[1]